# Плохие парни: Праздник наперекосяк
«Плохи́е па́рни: Пра́здник наперекося́к» (англ. The Bad Guys: A Very Bad Holiday) — получасовой рождественский компьютерно-анимационный потоковый специальный выпуск, основанный на мультфильме «Плохие парни» (2022), который, в свою очередь, основан на одноимённой серии книг Аарона Блэйби. Спецвыпуск является приквелом к оригинальному мультфильму, режиссёром спецвыпуска выступил Брет Хааланд.
Премьера спецвыпуска состоялась 30 ноября 2023 года на стриминговой платформе Netflix.

## Сюжет
«Плохие парни» едут по городу и собираются на Рождество ограбить банк, рассчитывая, что все люди в городе будут отмечать у себя дома. Во время поездки за их автомобиль зацепляется любимый горожанами воздушный шар в виде Санта-Клауса, и в конечном итоге они случайно его уничтожают. После этого праздничное настроение горожан падает так низко, что Рождество отменяют. Обеспокоенные тем, что им не удастся провернуть ограбление, «Плохие парни» решают поднять дух жителей города. Поначалу Тарантула предлагает заменить воздушный шар созданным ей экзоскелетом Санты, но остальные эту идею отвергают, поскольку считают его слишком отпугивающим. Вместо этого Волк предлагает воссоздать воздушный шар, но итоговый результат получается жутким, и от этого варианта также отказываются.
За двенадцать часов до рождественского утра «Плохие парни» планируют проникнуть на радиостанцию и пустить в эфир рождественские песни, пока Волк и Змей крадут подарки и развозят их по домам. Хотя план успешно выполнен, Волку кажется, что для полного возрождения праздничного духа людей необходим снег. С этой целью Тарантула использует аппарат для колки льда в уличном ларьке, но Волк, игнорируя её указания, повышает мощность на максимум. Падение снега быстро перерастает в ледяную бурю, терроризирующую город. Банда упрекает Волка за его склонность заходить слишком далеко, но прощает его после признания в том, что он хотел таким образом дать друзьям возможность осуществить самое лучшее ограбление в их жизни. Волк использует экзоскелет Санты, чтобы отключить аппарат. Когда буря утихает, экзоскелет становится новым героем и талисманом города. Через его микрофон Акула просит горожан возвращаться домой.
«Плохие парни» возвращаются в своё убежище, но не могут совершить ограбление из-за простуды. К своему удивлению и смятению, они обнаруживают подарки от Санта-Клауса за их добрые поступки. В конечном итоге они начинают разрабатывать план ограбления мастерской Санты с целью доказать, что их место в списке непослушных.

## Актёрский состав
| Актёр              | Роль                     |
| ------------------ | ------------------------ |
| Майкл Годер        | Мистер Волк              |
| Крис Диамантопулос | Мистер Змей              |
| Мэллори Лоу        | Мисс Тарантула           |
| Эзекиль Аджейгбе   | Мистер Акула             |
| Рауль Себаллос     | Мистер Пиранья           |
| Кит Сильверштейн   | Гэри продавец мороженого |
| Зехра Фазаль       | Тиффани Фуфли            |
| Кэри Уолгрен       | Диджей Труди Туд         |

## Разработка
В ноябре 2022 года было объявлено о создании праздничного спецвыпуска, режиссёром которого был назначен Брет Хааланд. В октябре 2023 года TVLine сообщил, что никто из оригинального актёрского состава мультфильма не будет повторять свои роли, а вместо них роли озвучивать будут Майкл Годер, Крис Диамантопулос, Мэллори Лоу, Эзекиль Аджейгбе и Рауль Себаллос соответственно. В полнометражном мультфильме Годер озвучивал несколько ролей второго плана.

## Рекламные товары
Одноименная новеллизация, написанная Кейт Ховард, была выпущена издательством Scholastic 3 октября 2023 года.

## Комментарии
1. ↑  Блэйби и Хьюз указаны в титрах как «продюсеры-консультанты».
2. ↑  За анимацию отвечала студия 88 Pictures.